# Ида фон Саксония-Майнинген
Ида фон Саксония-Майнинген (на немски: Ida Prinzessin von Sachsen-Meiningen, Herzogin von Sachsen; * 25 юни 1794 в Майнинген; † 4 април 1852 във Ваймар) от ернестинската линия на Ветините е принцеса от Саксония-Майнинген и чрез женитба принцеса на Саксония-Ваймар-Айзенах.
Тя е втората дъщеря на херцог Георг I фон Саксония-Майнинген (1761 – 1803) и съпругата му принцеса Луиза Елеонора фон Хоенлое-Лангенбург (1763 – 1837), дъщеря на княз Кристиан Албрехт Лудвиг фон Хоенлое-Лангенбург (1726 – 1789) и принцеса Каролина фон Щолберг-Гедерн (1732 – 1796).
Тя е по-малка сестра на британската кралица Аделхайд (1792 – 1849), от 1818 г. съпруга на крал Уилям IV. Ида заедно с майка си и сестра си се грижи за войниците през военните години 1814/15.
Ида фон Саксония-Майнинген се омъжва на 30 май 1816 г. в Майнинген за принц и херцог Карл Бернхард фон Саксония-Ваймар-Айзенах (* 30 май 1792; † 31 юли 1862), вторият син на велик херцог Карл Август фон Саксония-Ваймар-Айзенах (1757 – 1828) и първата му съпруга принцеса Луиза фон Хесен-Дармщат (1757 – 1830).
Нейният съпруг е генерал на служба в Нидерландия и тя го придружава в различните гарнизонски места. Лятото тя е обаче в Либенщайн и в дворец Алтенщайн. В Алтенщайн тя е, когато съпругът ѝ пътува в Северна Америка. През 1830 г. тя заедно с децата си е при коронизацията на нейната сестра и зет ѝ Уилям IV в Лондон. През 1836 г. Ида се нанася в княжеската къща в Либенщайн като постоянно место за лятото.
Ида е обичана от населението.
Ида фон Саксония-Майнинген умира от пневмония на 4 април 1852 г. на 57 години във Ваймар. Тя е погребана в княжеската гробница във Ваймар.
Брат ѝ Бернхард II (1800 – 1882) ѝ поставя паметник през 1854 г. под останките на замък Либенщайн, който е саниран през 2004 г.

## Деца
Ида фон Саксония-Майнинген и херцог Карл Бернхард фон Саксония-Ваймар-Айзенах имат осем деца:
- Луиза (1817 – 1832)
- Вилхелм (1819 – 1839)
- Амалия (1822 – 1822)
- Едуард (1823 – 1902), британски фелдмаршал, женен 1851 в Лондон за леди Августа Гордон-Ленокс (1827 – 1904)
- Херман (1825 – 1901), вюртембергски генерал-майор, женен 1851 за принцеса Августа фон Вюртемберг (1826 – 1898), дъщеря на крал Вилхелм I фон Вюртемберг
- Густав (1827 – 1892), женен морганатически 1870 за Пиерина Марочия, нобиле де Маркаини (1845 – 1879)
- Анна (1828 – 1864)
- Амалия Мария (1830 – 1872), омъжена 1853 г. за принц Хайнрих Нидерландски (1820 – 1879), син на крал Вилхелм II Нидерландски